# روس ميلارد
روس ميلارد (بالإنجليزية: Ross Millard)‏ هو عازف قيثارة بريطاني، ولد في 22 يوليو 1982.